# Ulka Sasaki
Yuta "Ulka" Sasaki (em japonês: 佐々木 佑太, Sasaki Yūta) (Numazu, 7 de outubro de 1989) é um lutador de artes marciais mistas (MMA) do Japão, que compete como peso-mosca no Ultimate Fighting Championship. Lutador profissional desde 2010, ele já competiu no Shooto, DEEP e Vale Tudo Japan. Ele é ex-Campeão do Shooto Pacific Rim (132 lbs).

## Background
Nascido e criado em Shizuoka, Sasaki foi um wrestler talentoso, e também começou a treinar jujutsu desde jovem. Ele lutou por três temporadas na Hiryu High School (em japonês: 飛龍高等学校), terminando no top 16 no Campeonato de Luta Greco-Romana da High School do All-Japan. Em 2009, Sasaki venceu o All-Japan Combat Wrestling Open Championships, na divisão de até 66 kg. No mesmo ano, ele terminou em segundo lugar no All-Japan Amateur Shooto Championships. Mais tarde, em 2013, Sasaki ganhou o ADCC Japan Trial, na divisão até 66 kg.

## Carreira no MMA

### Shooto
Sasaki começou sua carreira profissional em 2010. Ele lutou principalmente no Shooto, mas também lutou no DEEP e GCM, no início de sua carreira.
Sasaki enfrentou Yo Saito, em 18 de dezembro de 2010, no Shooto: The Rookie Tournament 2010 Final. Ele derrotou Saito por decisão unânime após dois rounds, e tornou-se o novo Campeão do Shooto 143 lbs de 2010.
Sasaki enfrentou Tetsu Suzuki, em 20 de janeiro de 2013, no Shooto: 1st Round 2013, pelo Título do Shooto Pacific Rim 132 libras. Ele ganhou por decisão unânime, e se tornou o novo campeão.
Sasaki defendeu seu título em 27 de julho de 2013, no Shooto: 3rd Round 2013, contra Kenji Yamamoto. Ele ganhou por nocaute em 11 segundos do primeiro round, e manteve o título. Pouco depois da luta, Sasaki vagou o título para poder lutar pelo título mundial do Shooto.
Sasaki enfrentou o campeão do ZST (132 lb), Keisuke Fujiwara, em 13 de janeiro de 2014, no Shooto: 1st Round 2014. Ele ganhou por finalização (mata-leão) no primeiro round.

### Ultimate Fighting Championship
Em julho de 2014, foi anunciado que Sasaki havia assinado com o UFC. Ele fez sua estreia contra Roland Delorme, no UFC Fight Night: Bisping vs. Le, em 23 de agosto de 2014. Sasaki ganhou por finalização no primeiro round. A vitória também fez Sasaki ganhar seu primeiro prêmio de Performance da Noite.
Sasaki enfrentou Leandro Issa, em 20 de dezembro de 2014, no UFC Fight Night: Machida vs. Dollaway. Ele perdeu a luta por finalização no segundo round.
Sasaki enfrentou Taylor Lapilus, em 20 de junho de 2015, no UFC Fight Night 69. Ele perdeu a luta por TKO no segundo round.
Sasaki enfrentou Willie Gates, em 8 de maio de 2016, no UFC Fight Night: Overeem vs. Arlovski. Ele ganhou a luta por finalização no segundo round.
Sasaki enfrentaria Matheus Nicolau, em 19 de novembro de 2016, no UFC Fight Night: Bader vs. Nogueira 2. No entanto, em 3 de novembro, Nicolau foi retirado da luta, depois que a USADA revelou uma possível violação antidoping, de uma amostra retirada em 13 de outubro.
Sasaki enfrentou Wilson Reis, em 11 de fevereiro de 2017, no UFC 208. Ele perdeu a luta por decisão unânime.
Sasaki enfrentou Justin Scoggins, em 17 de junho de 2017, no UFC Fight Night: Holm vs. Correia. Sasaki sofreu quase dois rounds de dano, mas conseguiu encaixar o braço em volta do pescoço de Scoggins, e o finalizou através de um mata-leão no segundo round, vencendo a luta. Esta luta fez Sasaki ganhar seu segundo prêmio de Performance da Noite.
Sasaki enfrentou Jussier Formiga, em 23 de setembro de 2017, no UFC Fight Night: Saint Preux vs. Okami. Ele perdeu a luta por finalização no primeiro round.

## Campeonatos e realizações

### Artes Marciais Misturadas
- Shooto
  - Campeão do Shooto Pacific Rim 132 lb (Uma vez)
  - Uma defesa de título bem sucedida
  - Campeão Novato do Shooto 143 lb (2010)
- Ultimate Fighting Championship
  - Performance da Noite (Duas vezes) Roland Delorme e Justin Scoggins[24][21]

### Grappling
- Abu Dhabi Combat Club
  - 1° lugar no 2013 ADCC Asia Trials – até 66 kg[25]

## Cartel no MMA
| Cartel no MMA   |             |            |
| 27 lutas        | 20 vitórias | 5 derrotas |
| Por nocaute     | 2           | 1          |
| Por finalização | 11          | 2          |
| Por decisão     | 7           | 2          |
| Empates         | 2           | 2          |

| Res.    | Cartel | Oponente           | Método                           | Evento                                   | Data       | Round | Tempo | Local              | Notas                                            |
| ------- | ------ | ------------------ | -------------------------------- | ---------------------------------------- | ---------- | ----- | ----- | ------------------ | ------------------------------------------------ |
| Derrota | 21-6-2 | Alexandre Pantoja  | Finalização (mata leão)          | UFC Fight Night: Magny vs. Ponzinibbio   | 17/11/2018 | 1     | 2:18  | Buenos Aires       |                                                  |
| Vitória | 21-5-2 | Jenel Lausa        | Finalização (mata leão)          | UFC Fight Night: Cowboy vs. Edwards      | 23/06/2018 | 2     | 4:04  | Kallang            |                                                  |
| Derrota | 20-5-2 | Jussier Formiga    | Finalização (mata leão)          | UFC Fight Night: Saint Preux vs. Okami   | 23/09/2017 | 1     | 4:30  | Saitama            |                                                  |
| Vitória | 20-4-2 | Justin Scoggins    | Finalização (mata leão)          | UFC Fight Night: Holm vs. Correia        | 17/06/2017 | 2     | 3:19  | Singapura Kallang  | Performance da Noite.                            |
| Derrota | 19-4-2 | Wilson Reis        | Decisão (unânime)                | UFC 208: Holm vs. de Randamie            | 11/02/2017 | 3     | 5:00  | Brooklyn, New York |                                                  |
| Vitória | 19-3-2 | Willie Gates       | Finalização (mata leão)          | UFC Fight Night: Overeem vs. Arlovski    | 08/05/2016 | 2     | 2:30  | Rotterdam          | Estreia no peso-mosca.                           |
| Derrota | 18-3-2 | Taylor Lapilus     | Nocaute Técnico (socos)          | UFC Fight Night: Jedrzejczyk vs. Penne   | 20/06/2015 | 2     | 1:26  | Berlin             |                                                  |
| Derrota | 18-2-2 | Leandro Issa       | Finalização (pressão no pescoço) | UFC Fight Night: Machida vs. Dollaway    | 20/12/2014 | 2     | 4:13  | Barueri            |                                                  |
| Vitória | 18-1–2 | Roland Delorme     | Finalização (mata leão)          | UFC Fight Night: Bisping vs. Le          | 23/08/2014 | 1     | 1:06  | Macau, RAE         | Estreia no UFC; Performance da Noite.            |
| Vitória | 17-1-2 | Hong Jung-Gi       | Nocaute (socos)                  | DEEP: Fujisan Festival                   | 25/05/2014 | 1     | 0:38  | Fuji               |                                                  |
| Vitória | 16-1-2 | Teruto Ishihara    | Finalização Técnica (mata leão)  | Vale Tudo Japan 4th                      | 23/02/2014 | 2     | 1:46  | Tokyo              |                                                  |
| Vitória | 15-1-2 | Keisuke Fujiwara   | Finalização (mata leão)          | Shooto: 1st Round 2014                   | 13/01/2014 | 1     | 4:35  | Tokyo              |                                                  |
| Vitória | 14-1-2 | Geun Do Park       | Finalização (mata leão)          | Vale Tudo Japan 3rd                      | 05/10/2013 | 1     | 1:36  | Ōta                |                                                  |
| Vitória | 13-1-2 | Kenji Yamamoto     | Nocaute (soco)                   | Shooto: 3rd Round 2013                   | 27/07/2013 | 1     | 0:11  | Tokyo              | Defendeu o Título do Shooto Pacific Rim 132 lbs. |
| Vitória | 12-1-2 | Kota Onojima       | Decisão (majoritária)            | Shooto: Gig Tokyo 14                     | 21/04/2013 | 3     | 5:00  | Tokyo              | Luta não válida pelo título.                     |
| Vitória | 11-1-2 | Tetsu Suzuki       | Decisão (unânime)                | Shooto: 1st Round 2013                   | 20/01/2013 | 3     | 5:00  | Tokyo              | Ganhou o Campeonato Shooto Pacific Rim 132 lbs.  |
| Empate  | 10-1-2 | Manabu Inoue       | Empate (majoritário)             | Shooto: 12th Round                       | 11/11/2012 | 3     | 5:00  | Tokyo              |                                                  |
| Vitória | 10-1-1 | Teruyuki Matsumoto | Finalização (guilhotina)         | Shooto: Gig Tokyo 10                     | 30/06/2012 | 1     | 0:42  | Tokyo              | Luta no peso-pena.                               |
| Vitória | 9-1-1  | Kazuhiro Ito       | Finalização (mata leão)          | Shooto: Gig Tokyo 9                      | 14/04/2012 | 2     | 3:34  | Tokyo              | Estreia no peso-galo.                            |
| Vitória | 8-1-1  | Satoshi Watanabe   | Decisão (unânime)                | DEEP: Fujisan Festival                   | 29/01/2012 | 2     | 5:00  | Fuji               |                                                  |
| Derrota | 7-1-1  | Guy Delumeau       | Decisão (unânime)                | Shooto: Shootor's Legacy 4               | 23/09/2011 | 3     | 5:00  | Tokyo              |                                                  |
| Vitória | 7-0-1  | Kosuke Kindaichi   | Decisão (majoritária)            | Shooto: Shootor's Legacy 3               | 18/07/2011 | 2     | 5:00  | Tokyo              |                                                  |
| Vitória | 6-0-1  | Yoshifumi Nakamura | Decisão (majoritária)            | Shooto: Shootor's Legacy 2               | 01/04/2011 | 2     | 5:00  | Tokyo              |                                                  |
| Empate  | 5-0-1  | Yusuke Kagiyama    | Empate                           | DEEP: Shizuoka Impact 2011               | 06/02/2011 | 2     | 5:00  | Shizuoka           |                                                  |
| Vitória | 5-0    | Yo Saito           | Decisão (unânime)                | Shooto: The Rookie Tournament 2010 Final | 18/12/2010 | 2     | 5:00  | Tokyo              | Ganhou o Título do 2010 Shooto Rookie (143 lbs). |
| Vitória | 4-0    | Motohiro Takenawa  | Decisão (unânime)                | Shooto: Kitazawa Shooto Vol. 4           | 17/09/2010 | 2     | 5:00  | Tokyo              |                                                  |
| Vitória | 3-0    | Keiji Sakuta       | Finalização (mata leão)          | GCM: Cage Force Preliminary Festival 1   | 25/07/2010 | 3     | 1:03  | Tokyo              |                                                  |
| Vitória | 2-0    | Shinji Maeguchi    | Finalização (mata leão)          | Shooto: Gig Central 20                   | 13/06/2010 | 2     | 1:24  | Nagoia             |                                                  |
| Vitória | 1-0    | Atsushi Masukura   | Finalização (mata leão)          | GCM: Cage Force 16                       | 11/04/2010 | 1     | 0:30  | Tokyo              | Estreia no peso-pena.                            |